# Epidendrum dunstervillei
Epidendrum dunstervillei là một loài thực vật có hoa trong họ Lan. Loài này được A.D.Hawkes mô tả khoa học đầu tiên năm 1957.